# Tommy Souraniemi
Tommy Roger Suoraniemi (Tensta, 28 de fevereiro de 1969) é um ex-handebolista profissional sueco, medalhista olimpico.
Tommy Souraniemi fez parte do elenco medalha de prata de Barcelona 1992.